# Manuel Medina Ortega
Manuel Medina Ortega (Arrecife, Lanzarote, 1935) és un jurista i polític canari.
Provenia d'una família nombrosa, tenia vuit germans. Els seus pares eren Celia Ortega i Rafael Medina Armas, alcalde d'Arecife (Lanzarote) el 1936 pel Front Popular. Llicenciat en Dret per la Universitat de La Laguna (1957) es doctora en Dret per la Universitat de Madrid (1961). En 1962 obté un Master en Dret Comparat per la Universitat de Colúmbia i està casat amb Nancy Miltimore Chichester.
Quant a la seva trajectòria acadèmica, ha estat Professor de Dret Internacional i Relacions Internacionals de la Universitat Complutense de Madrid (1959-1975), Professor de la Universitat de Redlands, Califòrnia (1969-70), Degà de la Facultat de Ciències Polítiques i Sociologia de la Universitat Complutense de Madrid (1975), Catedràtic de Dret Internacional de la Universitat de la Laguna (1975-78), Vicerector de la Universitat de la Laguna (1976-78) i Catedràtic de Relacions Internacionals d'Universitat Complutense de Madrid (1978-82). És membre de l'Associació Espanyola de Professors de Dret Internacional i Relacions Internacionals.
Va obtenir la condecoració d'Encomienda de Nombre de l'Orde d'Isabel la Catòlica en 1985.
Com a polític, fou president del Partido Socialista Popular (PSP) a les Illes Canàries de 1976 a 1978, però després va ingressar al PSOE. Ha estat diputat a Corts del PSOE per la circumscripció de Las Palmas a les eleccions generals espanyoles de 1982 i des de les eleccions de 1987 és diputat al Parlament Europeu per aquest partit. Ha estat vicepresident del Parlament Europeu (1986-1987), president de la Delegació per a les Relacions amb els països de l'Amèrica del Sud (1987-1989 i 1989-1994) i Coordinador del Grup Socialista Europeu en la comissió d'Assumptes Jurídics (1992-1994 i 1999-2004).

## Llibres
- El derecho de secesión en la Unión Europea Fundación Alfonso Martín Escudero, 2014. ISBN 9788415948544
- Introducción al derecho internacional amb Michael Akehurst, Alianza Editorial, 1986. ISBN 84-206-8020-6
- Teoría y formación de la sociedad internacionalTecnos, 1982. ISBN 84-309-0949-4
- Las organizaciones internacionales Alianza Editorial, 1976. ISBN 84-206-2170-6